# Leoz/Leotz
Leoz/Leotz (spanisch Leoz, baskisch Leotz) ist ein Ort und eine Gemeinde (Municipio) in der Comunidad Foral Navarra in Nordspanien mit 210 Einwohnern (Stand: 2024). Neben dem namensgebenden Ort Leoz gehören die Ortschaften Amatriain, Artariain, Benegorri, Bezkitz, Iratxeta, Makirriain, Munarrizketa, Olleta, Santsoain, Santsomain und Uzkita sowie die Wüstung Iriberri. Der Verwaltungssitz befindet sich in Iratxeta.

## Lage
Leoz liegt etwa 22 km südsüdöstlich von Pamplona in einer Höhe von ca. 705 m. 

## Sehenswürdigkeiten
- Kirche Mariä Geburt (Iglesia de la Natividad)

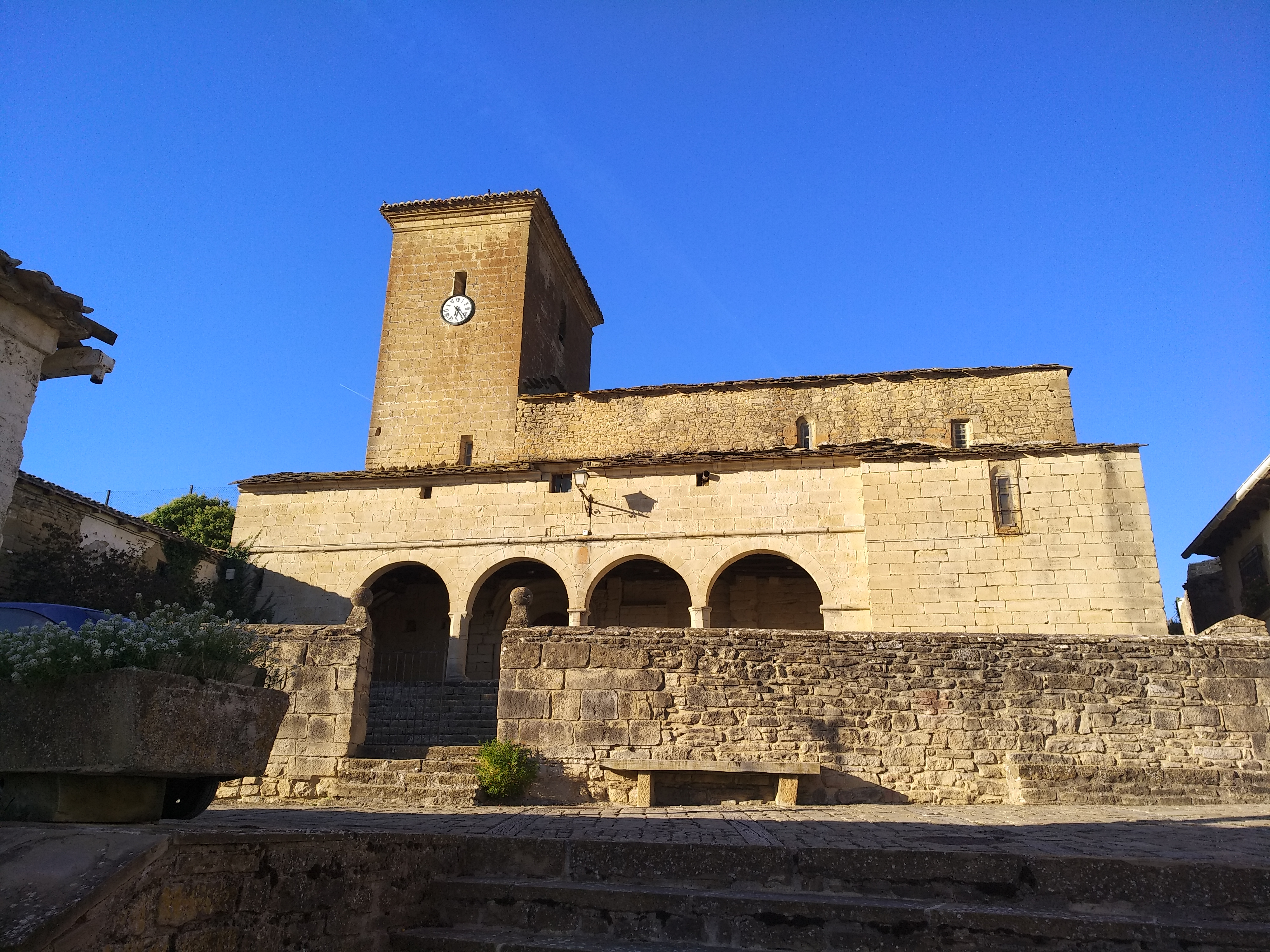
Kirche Mariä Geburt